# ORP Zwrotny (1953)
ORP Zwrotny – polski ścigacz okrętów podwodnych z okresu zimnej wojny, a wcześniej radziecki BO-418, jeden z ośmiu pozyskanych przez Polskę okrętów projektu 122bis. Okręt został zwodowany 19 czerwca 1953 roku w stoczni numer 340 w Zielenodolsku, a do służby w Marynarce Wojennej ZSRR przyjęto go w listopadzie tego roku. W 1955 roku jednostka została wydzierżawiona przez Polskę i 27 maja tego roku weszła w skład Marynarki Wojennej. Okręt, oznaczony podczas służby znakami burtowymi DS-44 i następnie 364, został skreślony z listy floty w listopadzie 1971 roku.

## Projekt i budowa
Prace nad dużym ścigaczem okrętów podwodnych, będącym rozwinięciem ścigaczy proj. 122A, rozpoczęły się w ZSRR w 1943 roku. Ostateczny projekt jednostki powstał w biurze konstrukcyjnym CKB-51 w Gorki w 1944 roku. W porównaniu do poprzedników nowe okręty miały większą wyporność, doskonalsze uzbrojenie ZOP i wzmocniony kadłub, a przez to wzrosła ich dzielność morska. W 1946 roku rozpoczęto ich produkcję seryjną, budując łącznie 227 okrętów .
Na początku lat 50. w Państwowej Komisji Planowania Gospodarczego i Sztabie Generalnym Wojska Polskiego zapadły decyzje o rozpoczęciu licencyjnej budowy ścigaczy projektu 122bis w polskich stoczniach. W styczniu 1953 roku przygotowana w Zielenodolsku dokumentacja techniczna (pod oznaczeniem proj. 125) dotarła do Polski, jednak kłopoty z uruchomieniem produkcji okrętów wymusiły w październiku 1954 roku decyzję o rezygnacji z ich budowy w kraju. W zamian postanowiono zakupić lub wydzierżawić w ZSRR gotowe jednostki tego typu.
BO-418 (ros. Bolszoj Ochotnik – Большой Охотник – „duży ścigacz”) zbudowany został w stoczni numer 340 w Zielenodolsku  (nr budowy 579) . Stępkę okrętu położono 4 kwietnia 1953 roku, a zwodowany został 19 czerwca 1953 roku . BO-412 także powstał w stoczni numer 340 w Zielenodolsku (nr budowy 573); jego stępkę położono 17 stycznia 1953 roku, a wodowanie odbyło się 9 kwietnia tego roku .

## Dane taktyczno-techniczne

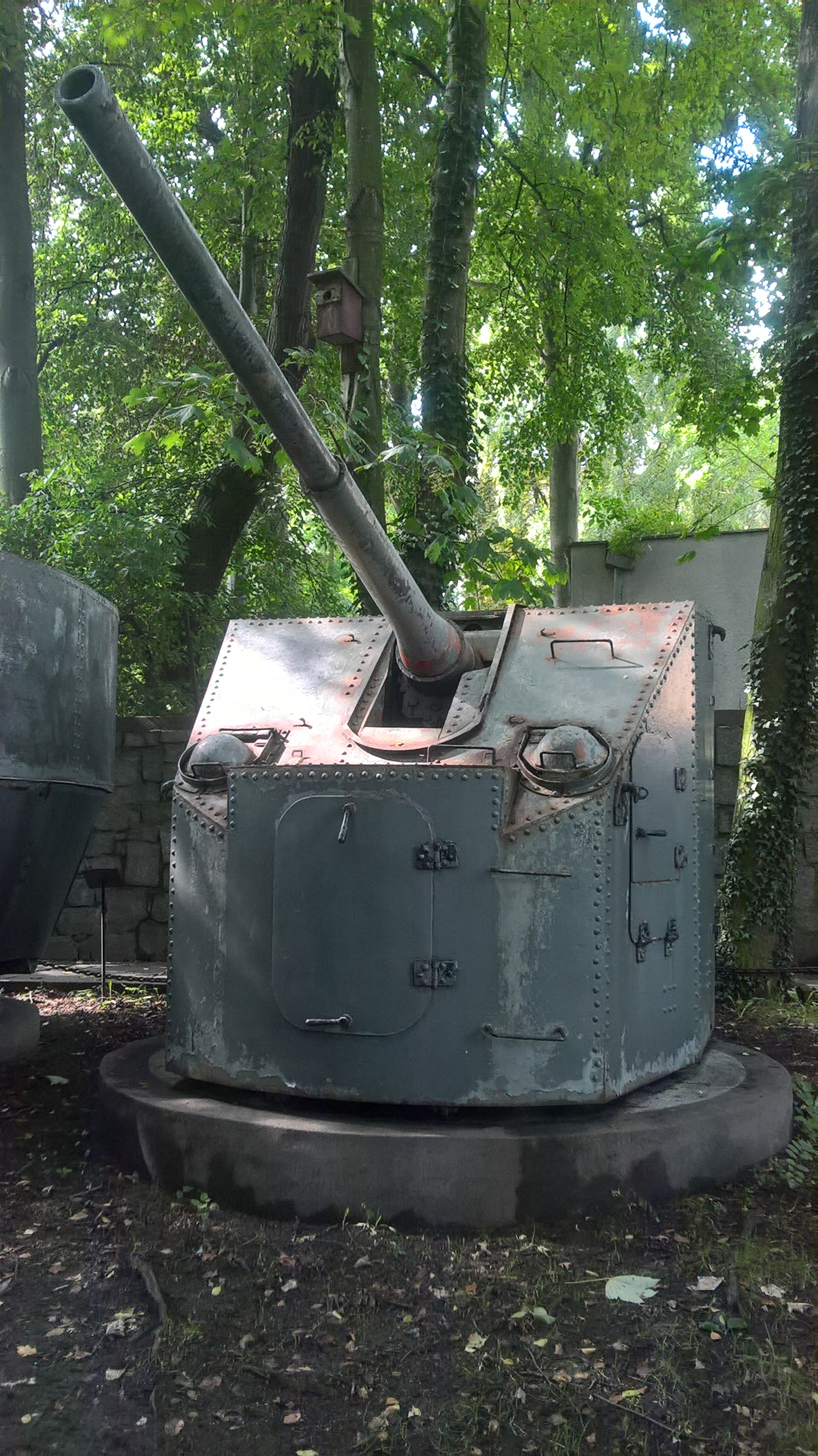
Armata morska 90-K kal. 85 mm pochodząca z jednego ze ścigaczy proj. 122bis, Muzeum Marynarki Wojennej w Gdyni

Okręt był dużym, pełnomorskim ścigaczem okrętów podwodnych. Długość całkowita wynosiła 52,2 metra (49,5 metra na konstrukcyjnej linii wodnej), szerokość 6,6 metra i zanurzenie 2,2 metra . Kadłub podzielony był na dziesięć przedziałów wodoszczelnych i miał na większej części dno podwójne. Wyporność standardowa wynosiła 302 tony, a pełna 336 ton.
Okręt napędzany był przez trzy silniki wysokoprężne 9D o mocy 809 kW (1100 KM) każdy, z których dwa zewnętrzne umieszczone były w maszynowni dziobowej, a środkowy – w przedziale rufowym. Trzy wały napędowe, połączone z silnikami sprzęgłami zębatymi typu 4MA, poruszały trzema trójłopatowymi śrubami o średnicy 1,13 metra każda. Maksymalna prędkość okrętu wynosiła 18,7 węzła, a ekonomiczna 12 węzłów. Okręt zabierał 18 ton paliwa, co pozwalało osiągnąć zasięg wynoszący 3000 Mm przy prędkości 8,5 węzła lub 399 Mm przy prędkości 18,5 węzła. Energię elektryczną zapewniały dwa generatory wysokoprężne DG-18 . Autonomiczność wynosiła 10 dób .
Uzbrojenie artyleryjskie jednostki stanowiło umieszczone na dziobie osłonięte tarczą pancerną pojedyncze działo kalibru 85 mm L/52 90-K, z zapasem amunicji wynoszącym 230 sztuk. Kąty ostrzału wynosiły 0–155° na każdą burtę, kąt podniesienia lufy od -5 do +85°, donośność pozioma 15 500 metrów (pionowa 10 500 metrów), a teoretyczna szybkostrzelność 18 strz./min. W części rufowej znajdowały się dwa pojedyncze działka plot. kal. 37 mm 70-K L/73 (również osłonięte tarczami pancernymi), z zapasem amunicji wynoszącym 1000 sztuk na lufę. Kąt podniesienia lufy wynosił od -10 do +85°, donośność pozioma 8400 metrów (pionowa 5000 metrów), a teoretyczna szybkostrzelność 150 strz./min. Prócz tego na okręcie zamontowano trzy podwójne stanowiska wielkokalibrowych karabinów maszynowych 2M-1 kal. 12,7 mm L/79, z zapasem 2000 sztuk amunicji na lufę (jedno na dziobie, za działem kal. 85 mm i dwa za kominem na pokładzie przy burtach). Kąt podniesienia lufy wynosił od -10 do +90°, donośność pozioma 3500 metrów (pionowa 1500 metrów), a teoretyczna szybkostrzelność 250 strz./min. Broń ZOP stanowiły dwa rakietowe miotacze bomb głębinowych RBU-1200 na dziobie jednostki (z zapasem 32 bomb RGB-1, a później RGB-12), dwa miotacze typu BMB-1 i dwie zrzutnie bomb głębinowych B-1 (z łącznym zapasem 30 bomb). Alternatywnie okręt mógł przenosić do 18 min .
Wyposażenie uzupełniał trał kontaktowy KPT-1, fumator DA-3 i 10 świec dymnych MDSz. Wyposażenie radioelektroniczne obejmowało radiostację R-609, dwa kompasy magnetyczne, żyrokompas Kurs-4, log 1R-2, echosondę NEŁ-3, sonar Tamir-11 oraz radar Lin’.
Załoga okrętu składała się z 54–55 oficerów, podoficerów i marynarzy .

## Służba

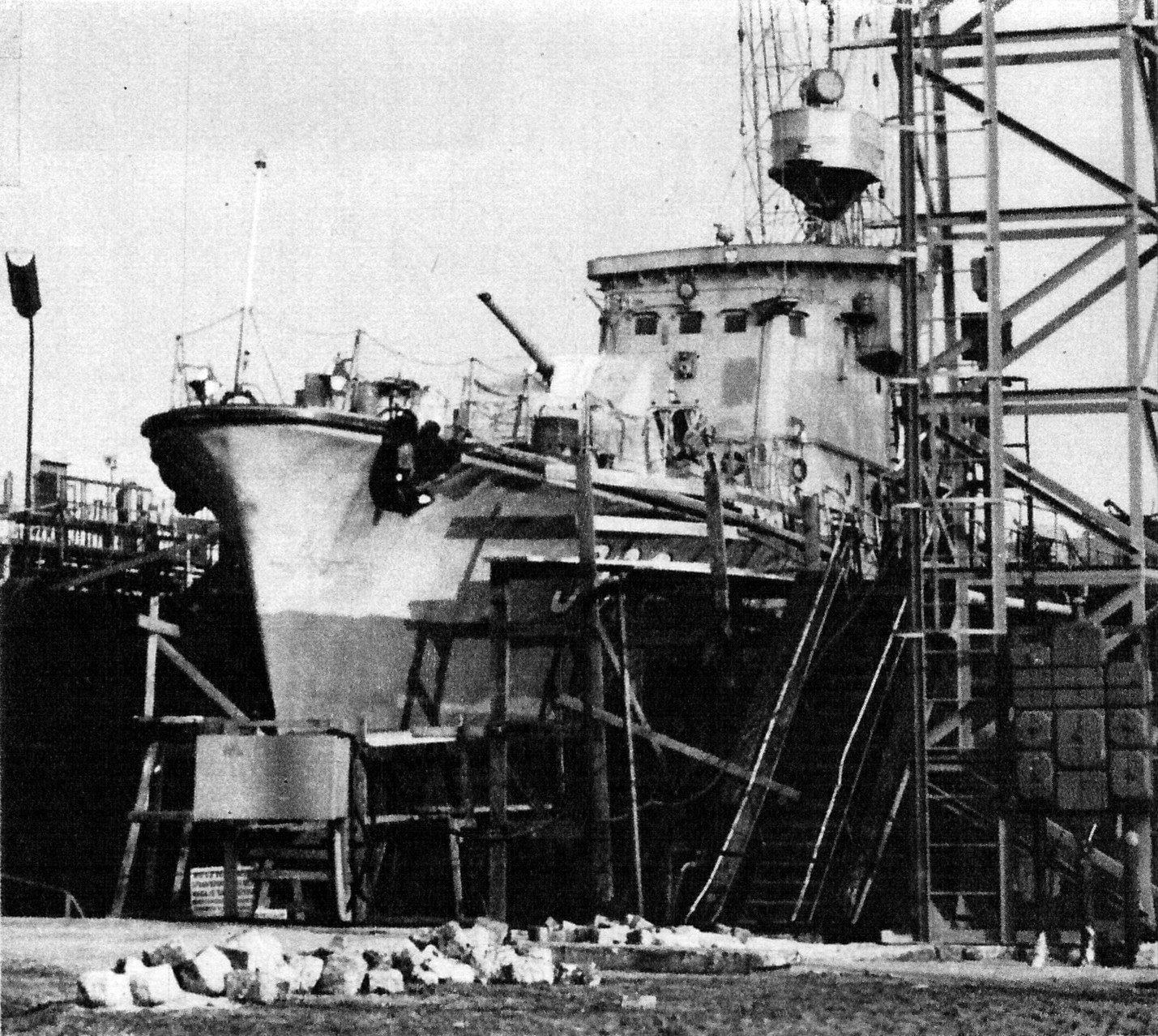
Remont jednego z polskich ścigaczy proj. 122bis

BO-418 został przyjęty do służby w Marynarce Wojennej ZSRR 6 listopada 1953 roku . Okręt służył początkowo w 4. (południowej) Flocie Bałtyckiej. W latach 1954–1955 na ścigaczu wymieniono stację radiolokacyjną na nowszy model Lin’ oraz sonar Tamir-10 na Tamir-11. W 1955 roku jednostka została wydzierżawiona przez Polskę na okres siedmiu lat (wraz z bliźniaczymi ścigaczami „Czujny”, „Nieugięty” i „Zawzięty”), na podstawie umowy zawartej we wrześniu 1954 roku . Roczny koszt dzierżawy został określony na 375 tys. rubli.
27 maja 1955 roku ścigacz pod nazwą ORP „Zwrotny” został uroczyście przyjęty w skład Marynarki Wojennej, w obecności dowódcy MW kmdra Zdzisława Studzińskiego). Nazwa okrętu nawiązywała do cechy charakteru, jaką m.in. powinien charakteryzować się żołnierz. Pierwszym polskim dowódcą jednostki został por. mar. Józef Żywczak. Podczas pierwszych trzech miesięcy służby na jednostce przebywała grupa marynarzy radzieckich, pozostałych w celu szkolenia polskiej załogi. Okręt z oznaczeniem burtowym DS-44 (od „Duży Ścigacz”) wszedł w skład I grupy poszukująco-uderzeniowej Dywizjonu Dozorowców i Dużych Ścigaczy Brygady Obrony Wodnego Rejonu Głównej Bazy, stacjonując na Helu. Zadaniem jednostki było poszukiwanie i zwalczanie wrogich okrętów podwodnych oraz eskorta własnych okrętów, zespołów desantowych i statków handlowych.
18 sierpnia 1955 roku podczas próby prędkości ORP „Zwrotny” wszedł w Zatoce Gdańskiej na mieliznę, z której udało się zejść o własnych siłach po sześciu godzinach. Okręt, podobnie jak trzy bliźniacze jednostki, został przejęty w złym stanie technicznym, co wymusiło przerwanie szkolenia załogi i przeprowadzenie w 1956 roku remontu w Stoczni Marynarki Wojennej w Gdyni. W czerwcu „Zwrotny” uczestniczył w paradzie z okazji obchodów Święta Morza w Gdyni. Pod koniec sierpnia ścigacz wziął udział w ćwiczeniach polskiej floty.
W dniach 2–4 kwietnia 1957 roku „Zwrotny” i „Czujny” wzięły udział w rejsie nawigacyjnym wzdłuż wybrzeży Szwecji i Niemieckiej Republiki Demokratycznej, zawijając w drodze powrotnej do Szczecina, Kołobrzegu, Darłówka i Władysławowa. Na przełomie maja i czerwca 1957 roku oba okręty przeprowadziły wspólne ćwiczenia z niszczycielami „Błyskawica” i „Burza” w rejonie Ustki, Kołobrzegu i Świnoujścia. W czerwcu „Zwrotny”, „Czujny” i „Nieugięty” wzięły udział w ćwiczeniach trzech bałtyckich flot Układu Warszawskiego. 5 lipca zespół okrętów MW pod dowództwem kmdra por. Ludwika Zaborskiego (OORP „Nieugięty”, „Zwrotny” i „Błyskawica”) z kurtuazyjną wizytą przebywał w Sztokholmie. W końcówce lipca okręt eskortował płynący z Gdańska do Gdyni statek „Mazowsze”, na którego pokładzie przebywał prezydent Demokratycznej Republiki Wietnamu Hồ Chí Minh. Pod koniec roku OORP „Zwrotny”, „Czujny” i „Nieugięty” uczestniczyły w akcji ratowniczej okrętu podwodnego „Kaszub”, który wszedł na mieliznę nieopodal Krynicy Morskiej.
6 kwietnia 1958 roku na pokładzie „Zwrotnego” gościła delegacja armii Czechosłowacji. 18 czerwca „Zwrotny” wraz ze „Zręcznym” udały się na Morze Północne na spotkanie okrętu szkolnego „Gryf”, a w drodze powrotnej wzięły udział w obchodach Święta Morza w Szczecinie. We wrześniu „Zwrotny” i „Nieugięty” ponownie wyszły na Morze Północne na spotkanie okrętu szkolnego ORP „Gryf”. W tym roku wyposażenie radioelektroniczne jednostki uzupełniono o system rozpoznawczy „swój-obcy” typu Kremnij-2, składający się z urządzenia nadawczego Fakieł-MZ i odbiorczego Fakieł-MO.
W połowie marca 1959 roku „Zwrotny”, „Nieugięty” i „Zręczny” odbyły rejs nawigacyjny wzdłuż wybrzeży Szwecji, z opłynięciem Bornholmu i zawinięciem do Świnoujścia. W czerwcu okręt uczestniczył w paradzie z okazji obchodów Dni Morza w Szczecinie, obserwowanej przez I sekretarza KC PZPR Władysława Gomułkę, premiera Józefa Cyrankiewicza, ministra obrony narodowej gen. broni Mariana Spychalskiego, dowódcę MW kadm. Zdzisława Studzińskiego i I sekretarza Bułgarskiej Partii Komunistycznej Todora Żiwkowa. 1 lipca ścigacz udał się na pomoc motorówce, która utknęła nieopodal Świbna. 20 sierpnia inspekcję okrętu przeprowadził szef Sztabu Generalnego Wojska Polskiego gen. broni Jerzy Bordziłowski. W listopadzie jednostka trafiła na remont do Stoczni Marynarki Wojennej w Gdyni.
4 stycznia 1960 roku numer burtowy okrętu został zmieniony na 364 . W tym roku „Zwrotny” także wziął udział w paradzie z okazji Dni Morza.
Od stycznia 1961 roku okręt włączono do Dywizjonu Ścigaczy, nadal bazując na Helu. W drugiej połowie maja sześć ścigaczy proj. 122bis (OORP „Zwrotny”, „Nieugięty”, „Czujny”, „Wytrwały”, „Zwinny” i „Zręczny”) wzięło udział w ćwiczeniach artyleryjskich pod Ustką. W czerwcu „Zwrotny”, „Zwinny”, „Zręczny” i „Wytrwały” w ramach obchodów Dni Morza zostały udostępnione do zwiedzania w Gdańsku, Gdyni, Sopocie i Kołobrzegu. W dniach 1–7 sierpnia na wodach Zatoki Gdańskiej „Zwrotny”, „Czujny”, „Zwinny” i „Zręczny” wzięły udział w ćwiczeniach ZOP bałtyckich flot Układu Warszawskiego. 11 listopada rozpoczął się remont ścigacza w Stoczni Marynarki Wojennej w Gdyni, trwający do kwietnia 1962 roku.
Między 7 a 14 maja 1962 roku wszystkie polskie ścigacze proj. 122bis (z dowódcą Dywizjonu Ścigaczy zaokrętowanym na „Czujnym”) wzięły udział w rejsie nawigacyjno-szkoleniowym wzdłuż południowego wybrzeża Morza Bałtyckiego na trasie od Helu poprzez Kołobrzeg, Świnoujście, Szczecin (do którego zawinęło pięć okrętów, w tym „Zwrotny”), Sassnitz i Warnemünde (gdzie dotarły trzy jednostki); trasa powrotna prowadziła przez Ustkę na Hel. Od 17 do 21 maja cały Dywizjon Ścigaczy uczestniczył w ćwiczeniach osłony desantu i zabezpieczenia jego przebiegu; pod koniec maja i 7 czerwca ścigacze przeprowadziły ćwiczenia artyleryjskie. Od 28 września do 7 października siedem okrętów proj. 122bis (ze „Zwrotnym”, a bez „Groźnego”) wzięło udział w manewrach sił morskich Układu Warszawskiego oznaczonych kryptonimem Bałtyk 62, które odbyły się u wybrzeży Polski i Niemieckiej Republiki Demokratycznej. W tym roku, po zakończeniu okresu dzierżawy, jednostka wraz z pozostałymi siedmioma ścigaczami została zakupiona przez polski rząd od ZSRR (łączny koszt ośmiu okrętów wyniósł 200 tys. zł).
Od 1 czerwca 1964 roku do lipca 1965 roku okręt przebywał w stoczni, przechodząc remont średni (wiązało się to z przeniesieniem jednostki do II rezerwy i zmniejszeniem członków załogi do kilkunastu osób). 1 czerwca 1965 roku przyporządkowano do 11. Dywizjonu Ścigaczy 9. Flotylli Obrony Wybrzeża. We wrześniu kolejno „Zręczny”, „Zwinny” i „Zwrotny” dozorowały po 10 dni rejon Cieśnin Duńskich. We wrześniu i listopadzie ścigacz tropił niemiecki okręt patrolowy „Trave”. W dniach 7–10 grudnia „Zwrotny”, „Zawzięty” i „Zręczny” uczestniczyły w rejsie wzdłuż wybrzeży Szwecji, wokół Bornholmu.
W czerwcu 1966 roku kolejno „Czujny”, „Zwrotny” i „Nieugięty” dozorowały rejon Cieśnin Duńskich. W końcu sierpnia ścigacz wziął udział w ćwiczeniach sił ratowniczych, w roli uszkodzonej poniżej wodnicy jednostki.
W dniach 8–13 maja 1967 roku 11 Dywizjon Ścigaczy (bez uszkodzonych „Wytrwałego” i „Zawziętego”) wziął udział w ćwiczeniach 9. Flotylli Obrony Wybrzeża. Obejmowały one prócz zwalczania okrętów podwodnych także nocne strzelania, stawianie min, eskortę konwojów czy działania w strefie skażeń bronią masowego rażenia (najlepszymi okrętami były „Zwrotny” i „Nieugięty”). W dniach 12–20 lipca sześć ścigaczy 11. Dywizjonu (prócz „Zwinnego” i „Zawziętego”) wzięło udział w ćwiczeniach całej polskiej floty pod kryptonimem Neptun-67. Na przełomie sierpnia i września jednostka wraz wszystkimi pozostałymi ścigaczami proj. 122bis wzięła udział we wspólnych z Volksmarine ćwiczeniach Wrzesień-67.
Pod koniec lat 60. ORP „Zwrotny” znajdował się w złym stanie technicznym (podobnie jak pozostałe bliźniacze ścigacze). Rozkaz Dowódcy MW nr 030/DMW z 6 maja 1968 roku wprowadził ograniczenia w eksploatacji zużytych jednostek: mogły pływać do stanu morza 6 i przy maksymalnej sile wiatru 8° B, a „całą naprzód” mogły utrzymywać jedynie przez godzinę i to w wyjątkowych wypadkach. W dniach 10–16 lipca wszystkie duże ścigacze uczestniczyły w ćwiczeniach polskiej floty, a pod koniec miesiąca w manewrach sił Układu Warszawskiego pod kryptonimem Północ 68.
Od 21 do 22 kwietnia 1969 roku OORP „Zwrotny”, „Czujny”, „Zręczny” i „Zwinny” były kontrolowane przez zespół ze Sztabu Generalnego Wojska Polskiego, otrzymując ocenę bardzo dobrą. Od 2 do 3 czerwca ścigacz wraz z okrętem Floty Bałtyckiej ZSRR uczestniczył w śledzeniu niemieckich jednostek: okrętu-bazy kutrów torpedowych „Werra” i okrętu rozpoznawczego „Oste”. Między 9 a 20 lipca na pokładzie okrętu szkolili się słuchacze Państwowej Szkoły Morskiej w Szczecinie. W dniach 21–22 sierpnia „Zwrotny” śledził poczynania innego niemieckiego okrętu – „Rhein”. Od 14 do 28 września sześć ścigaczy z 11. Dywizjonu (oprócz „Groźnego” i „Zawziętego”) uczestniczyło w wielkich manewrach flot Układu Warszawskiego „Odra – Nysa 69”. Prócz zadań ZOP okręty ćwiczyły eskortowanie konwojów i sił głównych oraz niszczenie zagród minowych, a na koniec wzięły udział w desancie na plażach pod Ustką.
Na początku kwietnia 1970 roku OORP „Zwrotny” i „Zręczny” uczestniczyły nieopodal Bałtyjska w ćwiczeniach ZOP z okrętami radzieckimi. Na przełomie maja i czerwca kolejno „Nieugięty”, „Czujny” i „Zwrotny” dozorowały rejon Cieśnin Duńskich. Między 7 a 15 lipca te same okręty wzięły udział w rejsie nawigacyjnym, opływając Gotlandię i zawijając do Kłajpedy oraz Tallinna. 28 czerwca OORP „Zwrotny”, „Nieugięty”, „Czujny” i „Zawzięty” wzięły udział w paradzie z okazji 25-lecia istnienia Marynarki Wojennej PRL. We wrześniu okręt został przyporządkowany do Zespołu Okrętów Szkolnych, a na jego pokładzie odbywały się praktyki podchorążowie Wyższej Szkoły Marynarki Wojennej. W grudniu okręt przebywał w stoczni, przechodząc remont.
W czerwcu 1971 roku „Zwrotny” i „Zawzięty” patrolowały rejon zachodniego Bałtyku. ORP „Zwrotny” został skreślony z listy floty rozkazem Dowódcy MW nr 042/Org. z 15 października. Ostatni raz polską banderę opuszczono na nim 15 listopada 1971 roku.

## Dowódcy okrętu
Zestawienie zostało opracowane na podstawie Rochowicz 2017 ↓, s. 30 i Wierzykowski 2017 ↓, s. 133:
- por. mar. Józef Żywczak
- por. mar. Stanisław Bykiewicz
- por. mar. Jan Klejnow
- por. mar. Robert Głębiewski
- por. mar. Ireneusz Dyrka
- ppor. mar. Zbigniew Kluzowski
- por. mar. Cezary Skawiński